# Uniform m/1859

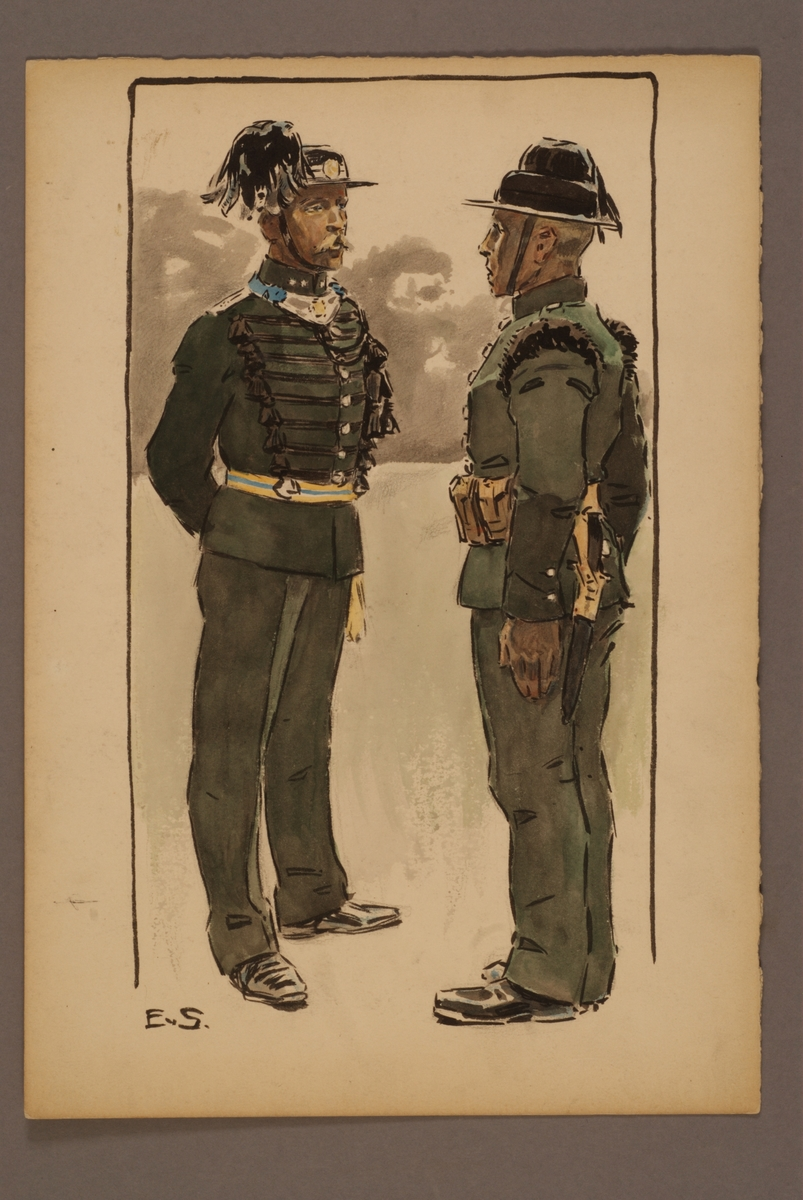
Plansch med uniform m/1859 för Värmlands fältjägare, ritad av Einar von Strokirch.

Uniform m/1859 var en tidigare uniform inom svenska krigsmakten. Det är egentligen inget uniformssystem utan en samlingsbenämning för de uniformspersedlar som togs fram för Värmlands fältjägarregemente (I 26). Denna uniform skiljer sig från flera andra uniformer vid denna tid ifråga om färg och utformning.

## Unika persedlar
Dessa persedlar är unika för uniform m/1859.
- Jacka m/1859
- Hatt m/1859